# Myriostephes matura
Myriostephes matura là một loài bướm đêm trong họ Crambidae.